# Лекаванна (округ, Пенсільванія)
Шаблон:StateAbbr_ 41°26′ пн. ш. 75°37′ зх. д. / 41.44° пн. ш. 75.61° зх. д.
Округ  Лекаванна (англ. Lackawanna County) — округ (графство) у штаті  Пенсільванія, США. Ідентифікатор округу 42069.

## Історія
Округ утворений 1878 року.

## Демографія
За даними перепису 
2000 року 
загальне населення округу становило 213295 осіб, зокрема міського населення було 176092, а сільського — 37203.
Серед мешканців округу чоловіків було 100614, а жінок — 112681. В окрузі було 86218 домогосподарств, 55758 родин, які мешкали в 95362 будинках.
Середній розмір родини становив 3.
Віковий розподіл населення поданий у таблиці:
| Стать    | До 15 років | 15-21 | 22-29 | 30-39 | 40-49 | 50-65 | 65-85 | Понад 85 |
| -------- | ----------- | ----- | ----- | ----- | ----- | ----- | ----- | -------- |
| Чоловіки | 19408       | 10199 | 9075  | 14209 | 15527 | 16856 | 13955 | 1385     |
| Жінки    | 18655       | 10304 | 9327  | 14434 | 15851 | 17908 | 21889 | 4313     |

## Суміжні округи
- Сасквегенна — північ
- Вейн — схід
- Монро — південний схід
- Лузерн — південний захід
- Вайомінг — захід

## Виноски
1. ↑  U.S. Decennial Census. United States Census Bureau. Архів оригіналу за 4 квітня 2018. Процитовано 8 березня 2015.
2. ↑  Historical Census Browser. University of Virginia Library. Архів оригіналу за 11 серпня 2012. Процитовано 8 березня 2015.
3. ↑  Forstall, Richard L., ред. (24 березня 1995). Population of Counties by Decennial Census: 1900 to 1990. United States Census Bureau. Архів оригіналу за 20 березня 2015. Процитовано 8 березня 2015.
4. ↑  Census 2000 PHC-T-4. Ranking Tables for Counties: 1990 and 2000 (PDF). United States Census Bureau. 2 квітня 2001. Архів оригіналу (PDF) за 18 грудня 2014. Процитовано 8 березня 2015.
5. ↑  State & County QuickFacts. United States Census Bureau. Архів оригіналу за 6 червня 2011. Процитовано 17 листопада 2013.(англ.) Наведено за англійською вікіпедією.
6. ↑  American FactFinder. Бюро перепису населення США. Архів оригіналу за 26 лютого 2012. Процитовано 31 січня 2008.

| США | Це незавершена стаття з географії США. Ви можете допомогти проєкту, виправивши або дописавши її. |